# 할렘 나이트
《할렘 나이트》(영어: Harlem Nights)는 미국에서 제작된 1989년 범죄 코미디 드라마 영화이다. 에디 머피가 연출, 각본, 주연을 맡았고, 마크 립스키 등이 제작에 참여하였다. 에디 머피의 감독 데뷔작이자 유일한 연출작이다. 1991년에 사망한 레드 폭스의 마지막 영화 출연작이기도 하다.
대체로 좋지 않은 평을 받았으며, 1990년 제10회 골든 라즈베리상에서 머피가 최악의 각본상을 수상하였으며 최악의 감독상 후보에 올랐다. 조 I. 톰프킨스가 제62회 아카데미상에서 의상상 후보에 지명되었다.

## 출연진
- 에디 머피
- 리처드 프라이어
- 레드 폭스
- 대니 아이엘로
- 마이클 러너
- 델라 리스
- 스탠 쇼
- 재스민 가이
- 아시니오 홀
- 벌린다 톨버트
- 빅 폴리조스
- 릴라 로숀
- 데이비드 마시아노
- 토머스 미캘 포드
- 미겔 A. 누녜즈 주니어
- 찰리 머피
- 로빈 해리스

## 기타 제작진
- 공동 제작: 랠프 S. 싱글턴
- 협력 제작: 레이 머피 주니어
- 배역: 로비 리드
- 미술: 로런스 G. 폴
- 의상: 조 I. 톰프킨스